# 列昂尼德·赫鲁晓夫
列昂尼德·尼基托维奇·赫鲁晓夫（俄语：Леони́д Ники́тович Хрущёв；1917年11月10日—1943年3月11日）是尼基塔·赫鲁晓夫与发妻叶芙罗西尼娅·赫鲁晓娃的长子，空军中尉，1943年在苏德战争战斗中坠机，下落不明，推定遇难。死后两个月获颁卫国战争勋章，围绕其死因产生多个阴谋论。